# Bürgermeisterei Dabringhausen
Die Bürgermeisterei Dabringhausen war im 19. Jahrhundert eine Bürgermeisterei im Kreis Lennep der preußischen Rheinprovinz, die bis 1938 als Amt Dabringhausen fortbestand. Sie ging aus Teilen des mittelalterlichen bergischen Amtes Bornefeld (ab 1555 Amt Bornefeld-Hückeswagen) hervor, dass 1806 unter den Franzosen aufgelöst wurde und in eigenständige Kantone und Mairies unterteilt wurde. Unter Preußen wurde die Mairie Dabringhausen in die Bürgermeisterei Dabringhausen umgewandelt.

## Hintergrund und Geschichte
Das Herzogtum Berg gehörte zuletzt aufgrund von Erbfällen zum Besitz Königs Maximilian I. Joseph von Bayern. Am 15. März 1806 trat er das Herzogtum an Napoleon Bonaparte im Tausch gegen das Fürstentum Ansbach ab. Dieser übereignete das Herzogtum an seinen Schwager Joachim Murat, der es am 24. April 1806 zusammen mit den rechtsrheinischen Grafschaften Mark, Dortmund, Limburg, dem nördlichen Teil des Fürstentums Münster und weiteren Territorien zu dem Großherzogtum Berg vereinte.
Bald nach der Übernahme begann die französische Verwaltung im Großherzogtum neue und moderne Verwaltungsstrukturen nach französischem Vorbild einzuführen. Bis zum 3. August 1806 ersetzte und vereinheitlichte diese Kommunalreform die alten bergischen Ämter und Herrschaften. Sie sah die Schaffung von Départements, Arrondissements, Kantone und Munizipalitäten (ab Ende 1808 Mairies genannt) vor und brach mit den alten Adelsvorrechten in der Kommunalverwaltung. Am 14. November 1808 war dieser Prozess nach einer Neuordnung der ersten Strukturierung von 1806 abgeschlossen, die altbergischen Honschaften blieben dabei häufig erhalten und wurden als Landgemeinden den jeweiligen Mairies eines Kantons zugeordnet. In dieser Zeit wurde die Munizipalität bzw. Maire Dabringhausen als Teil des Kanton Wermelskirchen im Arrondissement Elberfeld geschaffen.
Ihr gehörten das Kirchspiel Dabringhausen, unterteilt in die Oberhonschaft und Niederhonschaft, sowie das Kirchspiel Dhünn und die Wermelskirchener Niederhonschaft aus dem Kirchspiel Wermelskirchen an.
1813 zogen die Franzosen nach der Niederlage in der Völkerschlacht bei Leipzig aus dem Großherzogtum ab und es fiel ab Ende 1813 unter die provisorische Verwaltung durch Preußen im sogenannten Generalgouvernement Berg, die es 1815 durch die Beschlüsse des Wiener Kongreß endgültig zugesprochen bekamen. Mit Bildung der preußischen Provinz Jülich-Kleve-Berg 1816 wurden die vorhandenen Verwaltungsstrukturen im Großen und Ganzen zunächst beibehalten und unter Beibehaltung der französischen Grenzziehungen in preußische Landkreise, Bürgermeistereien und Gemeinden umgewandelt, die häufig bis in das 20. Jahrhundert Bestand hatten. Der Kanton Lennep wurde zum Kreis Lennep, die Maire Dabringhausen zur Bürgermeisterei Dabringhausen.
1815/16 lebten zusammen 6.037 Einwohner in der Bürgermeisterei. Laut der Statistik und Topographie des Regierungsbezirks Düsseldorf besaß die Bürgermeisterei 1832 eine Einwohnerzahl von gesamt 6.722, die sich in 240 katholische und 6.482 evangelische Gemeindemitglieder aufteilten. Die Wohnplätze der Bürgermeisterei umfassten zusammen zwei Kirchen, sieben öffentliche Gebäude, 983 Wohnhäuser, 23 Fabrikationsstätten und Mühlen und 838 landwirtschaftliche Gebäude.

## Gliederung der Bürgermeisterei
Die Bürgermeisterei war bis 1873 in drei Spezialhaushaltsgemeinden aufgeteilt:
- Kirchspiel Dabringhausen mit den Wohnplätzen (Stand 1832, originale Schreibweise)

Kirchdorf Dabringhausen, Leimholl, Odder, Butscheid, Höferhof, Kreuz, Arnzhäuschen, Heide, Wenschebach, Emminghausen, Höhe, Stumpf, (große) Ledder, (kleine) Ledder, Grünewald, Dahl, Großfrenkhausen, Kleinfrenkhausen, Linde, Roelscheid, Schlagbaum, Plettenburg, Kaefringhausen, Hundheim, Ketzberg, Böcke, Forthausen, Schaffeld, Ketzbergerhöh, Engerfeld, Grünenbäumchen, Dortenhof, Coenenmühle, Lüdorf, Bremen, Limmringhausen, Mittelberg, Dhünnerhammer, Unterberg, (große) Klev, Clevermühle, Karlshammer, (kleine) Klev, Dhünneburg, Doctors Dhünn, Kesselsdhünn, Schirpendhünn, Malzberg, Haussels, Lindscheid, Sandern, Werth, Werther Aue, Loosen Aue, Steinhaus, Schöllerhof, Luchtenbergerhof und Markusmühle.
- Kirchspiel Dhünn mit den Wohnplätzen (Stand 1832, originale Schreibweise)

Kirchdorf Dhünn, Untenrautenbach, Neuenweg, Wickhausen, Habenichts, Oberhebbinghausen, Unterhebbingshausen, Oberrautenbach, Röttgen, Stahlsmühle, Harhausen, Bergstadt, Friedenberg, Oberhagen, Mittelhagen, Unterhagen, Harbach, Altenhof, Heister, Kleinrostringhausen, Neuenhammer, Kotten, Kottenlinde, Oberberg, Rostringhausen, Krähenbach, Halzenberg, Stall, Delle, Wegweiser, Heidchen, Stiegeleich, Siefen, Oberpilghausen, Hülsen, In der Dhünn und Unterpilghausen.
- Wermelskirchener Niederhonschaft mit den Wohnplätzen (Stand 1832, originale Schreibweise):

Fabrick, Pilghausen, Heiligenborn, Eichholz, Osminghausen, Asmanskotten, Kreckersweg, Tannenbaum, Pantholz, Wöllersberg, Neuemühle, Finkenholl, Hauve (Vorderhufe und Hinterhufe), Hoffnung, Bergermühle, Eckeringhausen, Hilfringhausen, Unterweg, Baumschule, Grünenheide, Gierlichsheide, Grünenplatz, Braunsberg, Grünenthal, Linde, Grünenwiese, Grünenbaum, Waage, Scheune, Kolfhausen, Tente, Holkotten, Jaegerwald, Heche, Krupin (Rose), Nußbaum, Kochshäuschen, Lehn, Brandphul, Straße, Löhe, Buddemühle, Rausmühle, Bechhausen, Nüxhausen, Grünewald, Steinheide, Fohnenheide, Neuenheide, Neuenhaus, Ellinghausen, Hinterweg, Beutelshouve, Buschhaus, Döllersweg und Beeringhausen.
1873 wurde die Wermelskirchener Niederhonschaft (auch Niederwermelskirchen genannt) aus der Bürgermeisterei herausgelöst und zusammen mit der Wermelskirchener Dorfhonschaft und der Wermelskirchener Oberhonschaft zur Stadt Wermelskirchen vereint. In der Bürgermeisterei Dabringhausen verblieben die Kirchspiele und Spezialhaushaltsgemeinden Dabringhausen und Dhünn, letzterer wurden dabei mehrere abgespaltene Niederwermelskirchener Außenorte zugewiesen.
1927 wurde die Bürgermeisterei in ein Amt umgewandelt. Dies wurde bereits 1938 wieder aufgelöst und die beiden verbliebenen amtsangehörigen Gemeinden Dabringhausen und Dhünn, sowie die Stadt Wermelskirchen, wurden dem gleichzeitig neu gegründeten Amt Wermelskirchen zugewiesen.